# 马蒂亚斯·勃兰特
马蒂亚斯·勃兰特（德語：Matthias Brandt，1961年10月7日—）德国演员、有声书配音员，德国前总理维利·勃兰特之子。自1989年起出演过超80部电影。他曾在德国历史剧《巴比伦柏林》中，出演以伯恩哈德·魏斯为原型塑造了忠于共和国的政府委员兼柏林政治警察领导人奥古斯特·本达。